# Rahat (Izrael)
Rahat je grad u Izraelu. Nalazi se u Južnom okrugu. Prema Izraelskom središnjem zavodu za statistiku (CBS) krajem 2004. grad je imao 37.400 stanovnika. 

## Demografija
Prema CBS-u iz 2001. godine grad je pretežito naseljen arapskim beduinima, što ga čini najvećim beduinskim naseljem u Izraelu.

## Obrazovanje
Prema CBS-u, u gradu je 16 škola, s 10.442 učenika. Od toga je 13 osnovnih škola s 7.375 učenika i 6 srednjih škola s 3.067 učenika. 